# Max Meadows
Max Meadows es un lugar designado por el censo en el  Condado de Wythe, Virginia, Estados Unidos. Según el censo de 2010 tenía una población de 562 habitantes.

## Demografía
Según el censo del 2000, Max Meadows tenía 512 habitantes, 206 viviendas, y 154 familias. La densidad de población era de 42,4 habitantes por km².
De las 206 viviendas en un 27,2%  vivían niños de menos de 18 años, en un 55,3%  vivían parejas casadas, en un 13,1% mujeres solteras, y en un 25,2% no eran unidades familiares. En el 23,3% de las viviendas  vivían personas solas el 10,7% de las cuales correspondía a personas de 65 años o más que vivían solas. El número medio de personas viviendo en cada vivienda era de 2,49 y el número medio de personas que vivían en cada familia era de 2,91.
Por edades la población se repartía de la siguiente manera: un 19,9% tenía menos de 18 años, un 10,5% entre 18 y 24, un 26% entre 25 y 44, un 27,7% de 45 a 60 y un 15,8% 65 años o más.
La edad media era de 41 años.  Por cada 100 mujeres de 18 o más años  había 91,6 hombres.
La renta media por vivienda era de 22.300$ y la renta media por familia de 36.705$. Los hombres tenían una renta media de 30.156$ mientras que las mujeres 20.398$. La renta per cápita de la población era de 14.757$. En torno al 11,7% de las familias y el 12,7% de la población estaban por debajo del umbral de pobreza.

## Localidades adyacentes
El siguiente diagrama muestra a las localidades más próximas a Max Meadows.